# Campeonato Brasileiro Série B 2005
Die Campeonato Brasileiro Série B 2005 war die 24. Spielzeit der zweiten Fußballliga Brasiliens.

## Saisonverlauf
Der Wettbewerb startete am 23. April 2005 in seine Saison und endete am 26. November 2005. Die Meisterschaft wurde vom nationalen Verband CBF ausgerichtet. Am Ende der Saison konnte der Grêmio FBPA die Meisterschaft feiern.
Der Wettbewerb wurde in drei Phasen ausgetragen. In der ersten Runde traten die 22 Klubs in einer Gruppe einmal gegeneinander an. Ein Rückspiel war nicht vorgesehen. Die besten acht Klubs zogen in die nächste Runde ein. Die letzten sechs Tabellenplätze bedeuteten den Abstieg in die Série C.
In der zweiten Runde trafen die acht Klubs in zwei Gruppen zu je viert aufeinander. Die Begegnungen wurden in Hin- und Rückspiel entschieden. Die beiden Gruppenbesten zogen in die Finalrunde ein. Der Gruppensieger der Finalrunde wurde Meister. Dieser und der Vizemeister stiegen in die erste Liga 2006 auf.

## Teilnehmer
Die Teilnehmer waren:
| Bundesstaat       | Klub                         | Qualifikation    | Ergebnis      |
| ----------------- | ---------------------------- | ---------------- | ------------- |
| Alagoas           | Clube de Regatas Brasil      | 15. Série B 2004 | 12.           |
| Amazonas          | São Raimundo EC (AM)         | 16. Série B 2004 | 14.           |
| Bahia             | EC Bahia                     | 3. Série B 2004  | 18. Abstieg ▼ |
| Bahia             | EC Vitória                   | 23. Série A 2004 | 17. Abstieg ▼ |
| Brasília          | SE Gama                      | 2. Série C 2004  | 13.           |
| Ceará             | Ceará SC                     | 12. Série B 2004 | 11.           |
| Goiás             | AA Anapolina                 | 13. Série B 2004 | 19. Abstieg ▼ |
| Goiás             | Vila Nova FC                 | 18. Série B 2004 | 9.            |
| Pernambuco        | Náutico Capibaribe           | 5. Série B 2004  | 3.            |
| Pernambuco        | Santa Cruz FC                | 7. Série B 2004  | 2. ▲          |
| Pernambuco        | Sport Recife                 | 17. Série B 2004 | 16.           |
| Rio Grande do Sul | SER Caxias do Sul            | 10. Série B 2004 | 22. Abstieg ▼ |
| Rio Grande do Sul | Grêmio FBPA                  | 24. Série A 2004 | 1. ▲          |
| Santa Catarina    | Avaí FC                      | 4. Série B 2004  | 8.            |
| Santa Catarina    | Criciúma EC                  | 21. Série A 2004 | 21. Abstieg ▼ |
| São Paulo         | União Agrícola Barbarense FC | 1. Série C 2004  | 20. Abstieg ▼ |
| São Paulo         | Guarani FC                   | 22. Série A 2004 | 7.            |
| São Paulo         | Ituano FC                    | 6. Série B 2004  | 10.           |
| São Paulo         | Marília AC                   | 8. Série B 2004  | 5.            |
| São Paulo         | Paulista FC                  | 9. Série B 2004  | 15.           |
| São Paulo         | Portuguesa                   | 11. Série B 2004 | 4.            |
| São Paulo         | EC Santo André               | 14. Série B 2004 | 6.            |

## 1. Runde
In der ersten Runde traten die 21 Klubs in einer Gruppe einmal gegeneinander an. Ein Rückspiel war nicht vorgesehen. Die besten acht Klubs zogen in die nächste Runde ein. Die letzten Tabellenplätze bedeuteten den Abstieg in die Série C.
Das Ranking ergab er sich aus:
- Anzahl der Punkte
- Anzahl der Siege
- Tordifferenz
- Erzielte Tore
- Direkter Vergleich

### Gruppe A
| Pl. | Verein                  | Sp. | S  | U | N  | Tore    | Diff. | Punkte |
| --- | ----------------------- | --- | -- | - | -- | ------- | ----- | ------ |
| 1.  | Santa Cruz FC           | 21  | 12 | 5 | 4  | 032:210 | +11   | 41     |
| 2.  | Marília AC              | 21  | 11 | 2 | 8  | 038:280 | +10   | 35     |
| 3.  | Guarani FC              | 21  | 10 | 5 | 6  | 030:230 | +7    | 35     |
| 4.  | Grêmio FBPA             | 21  | 9  | 8 | 4  | 032:260 | +6    | 35     |
| 5.  | EC Santo André          | 21  | 10 | 4 | 7  | 034:250 | +9    | 34     |
| 6.  | Portuguesa              | 21  | 10 | 4 | 7  | 035:270 | +8    | 34     |
| 7.  | Náutico Capibaribe      | 21  | 10 | 3 | 8  | 035:340 | +1    | 33     |
| 8.  | Avaí FC                 | 21  | 10 | 2 | 9  | 034:280 | +6    | 32     |
| 9.  | Vila Nova FC            | 21  | 10 | 2 | 9  | 028:290 | −1    | 32     |
| 10. | Ituano FC               | 21  | 9  | 4 | 8  | 033:260 | +7    | 31     |
| 11. | Ceará SC                | 21  | 8  | 5 | 8  | 027:220 | +5    | 29     |
| 12. | Clube de Regatas Brasil | 21  | 8  | 5 | 8  | 027:220 | +5    | 29     |
| 13. | SE Gama                 | 21  | 8  | 4 | 9  | 028:330 | −5    | 28     |
| 14. | São Raimundo EC (AM)    | 21  | 8  | 4 | 9  | 022:280 | −6    | 28     |
| 15. | Paulista FC             | 21  | 7  | 7 | 7  | 039:350 | +4    | 28     |
| 16. | Sport Recife            | 21  | 8  | 3 | 10 | 029:320 | −3    | 27     |
| 17. | EC Vitória              | 21  | 7  | 6 | 8  | 035:350 | ±0    | 27     |
| 18. | EC Bahia                | 21  | 7  | 4 | 10 | 028:330 | −5    | 25     |
| 19. | AA Anapolina            | 21  | 7  | 4 | 10 | 025:310 | −6    | 25     |
| 20. | Barbarense FC           | 21  | 6  | 6 | 9  | 020:240 | −4    | 24     |
| 21. | Criciúma EC             | 21  | 6  | 1 | 14 | 024:450 | −21   | 19     |
| 22. | SER Caxias do Sul       | 21  | 4  | 4 | 13 | 019:330 | −14   | 16     |

## 2. Runde

### Gruppe B
| Pl. | Verein         | Sp. | S | U | N | Tore    | Diff. | Punkte |
| --- | -------------- | --- | - | - | - | ------- | ----- | ------ |
| 1.  | Santa Cruz FC  | 6   | 4 | 1 | 1 | 013:500 | +8    | 13     |
| 2.  | Grêmio FBPA    | 6   | 4 | 0 | 2 | 008:400 | +4    | 12     |
| 3.  | EC Santo André | 6   | 3 | 1 | 2 | 007:500 | +2    | 10     |
| 4.  | Avaí FC        | 6   | 0 | 0 | 6 | 001:170 | −16   | 0      |

### Gruppe C
| Pl. | Verein             | Sp. | S | U | N | Tore    | Diff. | Punkte |
| --- | ------------------ | --- | - | - | - | ------- | ----- | ------ |
| 1.  | Náutico Capibaribe | 6   | 4 | 0 | 2 | 013:700 | +6    | 12     |
| 2.  | Portuguesa         | 6   | 3 | 1 | 2 | 007:600 | +1    | 10     |
| 3.  | Marília AC         | 6   | 3 | 0 | 3 | 010:130 | −3    | 09     |
| 4.  | Guarani FC         | 6   | 1 | 1 | 4 | 006:100 | −4    | 04     |

## Finale
Die Finalrunde wurde am letzten Gruppenspieltag, dem 26. November 2005, entschieden, wobei beide Finalspiele in Recife stattfanden. Grêmio FBPA hätte ein Unentschieden im Auswärtsspiel gegen Náutico Capibaribe ausgereicht. Der Santa Cruz FC musste sein Heimspiel gegen Portuguesa gewinnen um Meister zu werden. Beiden gelang ein Sieg und Grêmio wurde Meister.

### Finalgruppe
| Pl. | Verein             | Sp. | S | U | N | Tore    | Diff. | Punkte |
| --- | ------------------ | --- | - | - | - | ------- | ----- | ------ |
| 1.  | Grêmio FBPA        | 6   | 3 | 3 | 0 | 008:400 | +4    | 12     |
| 2.  | Santa Cruz FC      | 6   | 3 | 1 | 2 | 007:800 | −1    | 10     |
| 3.  | Náutico Capibaribe | 6   | 2 | 0 | 4 | 006:600 | ±0    | 06     |
| 4.  | Portuguesa         | 6   | 1 | 2 | 3 | 009:120 | −3    | 05     |

### Titelspiele

#### Santa Cruz  vs. Portuguesa
| Santa Cruz FC                                   | Santa Cruz FC | Portuguesa | Portuguesa |
| ----------------------------------------------- | --- | --- | ---------- |
| Santa Cruz FC                                   | \| 26. November 2005 in Recife (Estádio do Arruda) \| \| Ergebnis: 2:1 (2:1) \| \| Zuschauer: 60.000 \| \| Schiedsrichter: Héber Lopes \| | \| 26. November 2005 in Recife (Estádio do Arruda) \| \| Ergebnis: 2:1 (2:1) \| \| Zuschauer: 60.000 \| \| Schiedsrichter: Héber Lopes \| | Portuguesa |
| Santa Cruz FC                                   | 1:1 Reinaldo (38.) 2:1 Reinaldo (41.) | 0:1 Cléber Frolich (20., Elfmeter) | Portuguesa |
| 26. November 2005 in Recife (Estádio do Arruda) | | |            |
| Ergebnis: 2:1 (2:1)                             | | |            |
| Zuschauer: 60.000                               | | |            |
| Schiedsrichter: Héber Lopes                     | | |            |

#### Náutico Capibaribe vs. Grêmio
Vor Beginn des Spiels kam es zu einem Zwischenfall. Die Fans von Náutico sperrten die Mannschaft von Grêmio in der Umkleidekabine ein.
Im Zuge des Spiels entschied der Schiedsrichter auf Strafstoß für Náutico. Im Zuge dessen musste der Schiedsrichter drei Spieler von Grêmio des Feldes verweisen. Patrício und Nunes wegen aggressiven Verhaltens und Domingos wegen Wegschlagen des Balls. Der bereits 20 Minuten zuvor ausgewechselte Marcel versuchte den Elfmeterpunkt zu manipulieren, wofür er die gelbe Karte erhielt. Der Elfmeter konnte erst nach 27 Minuten durchgeführt werden. Nachdem zuvor bereits ein Spieler Grêmios eine gelb-rote Karten erhalten hatten, konnte der Klub das Spiel nur noch mit sieben Spielern fortsetzen. Der Elfmeter wurde vom Torwarts Grêmios gehalten. Aus dem daraus resultierenden Eckball für Náutico konnte Grêmio einen Gegenangriff starten, welcher zum einzigen Tor und Meistertitel führte. Die Fans von Grêmio bezeichnen das Spiel als Batalha dos Aflitos (Schlacht von Aflitos). Die Geschichte wurde 2007 unter dem Titel „Inacreditável – A Batalha dos Aflitos“ verfilmt.
| Náutico Capibaribe                    | Náutico Capibaribe | Grêmio FBPA | Grêmio FBPA |
| ------------------------------------- | --- | --- | ----------- |
| Náutico Capibaribe                    | \| 26. November 2005 in Recife (Aflitos) \| \| Ergebnis: 0:1 (0:0) \| \| Zuschauer: 29.891 \| \| Schiedsrichter: Djalma Beltrami \| \| Spielbericht \|                                                                                             | \| 26. November 2005 in Recife (Aflitos) \| \| Ergebnis: 0:1 (0:0) \| \| Zuschauer: 29.891 \| \| Schiedsrichter: Djalma Beltrami \| \| Spielbericht \| | Grêmio FBPA |
| Náutico Capibaribe                    | Rodolpho – Bruno Carvalho 64., Batata , Tuca, Ademar – Tozo 81., Cleisson, Danilo Cruz, David 71. – Paulo Matos, Kuki Reserve Dida, Ricardo Henrique, Aldivan, Luciano, Betinho 81., Miltinho 64., Romualdo Dantas 71. Cheftrainer: Roberto Cavalo | Rodrigo Galatto – Patrício, Domingos, Pereira, Escalona – Nunes, Sandro Goiano , Marcelo Costa, Marcel 60. – Marcelo Lipatín 81., Ricardinho 46. Reserve Marcelo Grohe, Marcelo Oliveira 81., Alessandro, Lucas Leiva 46., Jacozinho, Anderson 60., Samuel Lopes Cheftrainer: Mano Menezes | Grêmio FBPA |
| Náutico Capibaribe                    | 0:1 Anderson (90.+16') | | Grêmio FBPA |
| Náutico Capibaribe                    | Bruno Carvalho (15.), Tozo (43.), Kuki (55.), Batata (67.) | Escalona (12.), Domingos (32.), Pereira (61.), Marcel (80.) | Grêmio FBPA |
| Náutico Capibaribe                    | Batata (84.) | Escalona (78.) | Grêmio FBPA |
| Náutico Capibaribe                    | Patrício (80.), Domingos (80.), Nunes (80.) | | Grêmio FBPA |
| 26. November 2005 in Recife (Aflitos) | | |             |
| Ergebnis: 0:1 (0:0)                   | | |             |
| Zuschauer: 29.891                     | | |             |
| Schiedsrichter: Djalma Beltrami       | | |             |
| Spielbericht                          | | |             |

## Torschützenliste
| Pl. | Nat.        | Spieler           | Klub          | Tore |
| --- | ----------- | ----------------- | ------------- | ---- |
| 1   | Brasilianer | Reinaldo          | Santa Cruz FC | 16   |
| 2   | Brasilianer | Cléber Frolich    | Portuguesa    | 14   |
| 3   | Brasilianer | Alecsandro        | EC Vitória    | 13   |
| 4   | Brasilianer | Jonas             | Guarani FC    | 12   |
|     | Brasilianer | Carlinhos Bala    | Santa Cruz FC | 11   |
| 6   | Brasilianer | Fábio Oliveira    | Avaí FC       | 11   |
|     | Brasilianer | Wellington Amorim | Marília AC    | 11   |

## Abschlusstabelle
Die Tabelle diente zur Feststellung der Platzierung der einzelnen Mannschaften in der Saison. Sie wurde zeitweise vom Verband auch zur Ermittlung einer ewigen Rangliste herangezogen. Sie setzt sich zusammen aus allen ausgetragenen Spielen. In der Sortierung hat das Erreichen der jeweiligen Finalphase Vorrang vor den erzielten Punkten.
| Pl. | Verein                  | Sp. | S  | U  | N  | Tore    | Diff. | Punkte |
| --- | ----------------------- | --- | -- | -- | -- | ------- | ----- | ------ |
| 1.  | Grêmio FBPA             | 33  | 16 | 11 | 6  | 048:340 | +14   | 59     |
| 2.  | Santa Cruz FC           | 33  | 19 | 7  | 7  | 052:340 | +18   | 64     |
| 3.  | Náutico Capibaribe      | 33  | 16 | 3  | 14 | 054:470 | +7    | 51     |
| 4.  | Portuguesa              | 33  | 14 | 7  | 12 | 051:450 | +6    | 49     |
| 5.  | Marília AC              | 27  | 14 | 2  | 11 | 048:410 | +7    | 44     |
| 6.  | EC Santo André          | 27  | 13 | 5  | 9  | 041:300 | +11   | 44     |
| 7.  | Guarani FC              | 27  | 11 | 6  | 10 | 036:330 | +3    | 39     |
| 8.  | Avaí FC                 | 27  | 10 | 2  | 15 | 037:450 | −8    | 32     |
| 9.  | Vila Nova FC            | 21  | 10 | 2  | 9  | 028:290 | −1    | 32     |
| 10. | Ituano FC               | 21  | 9  | 4  | 8  | 033:260 | +7    | 31     |
| 11. | Ceará SC                | 21  | 8  | 5  | 8  | 027:220 | +5    | 29     |
| 12. | Clube de Regatas Brasil | 21  | 8  | 5  | 8  | 027:220 | +5    | 29     |
| 13. | SE Gama                 | 21  | 8  | 4  | 9  | 028:330 | −5    | 28     |
| 14. | São Raimundo EC (AM)    | 21  | 8  | 4  | 9  | 022:280 | −6    | 28     |
| 15. | Paulista FC             | 21  | 7  | 7  | 7  | 039:350 | +4    | 28     |
| 16. | Sport Recife            | 21  | 8  | 3  | 10 | 029:320 | −3    | 27     |
| 17. | EC Vitória              | 21  | 7  | 6  | 8  | 035:350 | ±0    | 27     |
| 18. | EC Bahia                | 21  | 7  | 4  | 10 | 028:330 | −5    | 25     |
| 19. | AA Anapolina            | 21  | 7  | 4  | 10 | 025:310 | −6    | 25     |
| 20. | Barbarense FC           | 21  | 6  | 6  | 9  | 020:240 | −4    | 24     |
| 21. | Criciúma EC             | 21  | 6  | 1  | 14 | 024:450 | −21   | 19     |
| 22. | SER Caxias do Sul       | 21  | 4  | 4  | 13 | 019:330 | −14   | 16     |